# شاوزو
شاوزو هي مدينة من مدن الصين. يبلغ عدد سكانها 2669844 نسمة. يبلغ ارتفاع المدينة عن سطح البحر قرابة 0–1497.5 متر. تبلغ مساحتها 3110 كم².

## المناخ
يظهر الجدول التالي التغييرات المناخية على مدار السنة لشاوزو:
| البيانات المناخية لـشاوزو                        | البيانات المناخية لـشاوزو | البيانات المناخية لـشاوزو | البيانات المناخية لـشاوزو | البيانات المناخية لـشاوزو | البيانات المناخية لـشاوزو | البيانات المناخية لـشاوزو | البيانات المناخية لـشاوزو | البيانات المناخية لـشاوزو | البيانات المناخية لـشاوزو | البيانات المناخية لـشاوزو | البيانات المناخية لـشاوزو | البيانات المناخية لـشاوزو | البيانات المناخية لـشاوزو |
| الشهر                                            | يناير                     | فبراير                    | مارس                      | أبريل                     | مايو                      | يونيو                     | يوليو                     | أغسطس                     | سبتمبر                    | أكتوبر                    | نوفمبر                    | ديسمبر                    | المعدل السنوي             |
| ------------------------------------------------ | ------------------------- | ------------------------- | ------------------------- | ------------------------- | ------------------------- | ------------------------- | ------------------------- | ------------------------- | ------------------------- | ------------------------- | ------------------------- | ------------------------- | ------------------------- |
| الدرجة القصوى °م (°ف)                            | 29.5 (85.1)               | 30.7 (87.3)               | 33.3 (91.9)               | 35.0 (95.0)               | 35.8 (96.4)               | 37.7 (99.9)               | 39.4 (102.9)              | 38.5 (101.3)              | 37.6 (99.7)               | 37.2 (99.0)               | 34.0 (93.2)               | 29.9 (85.8)               | 39.4 (102.9)              |
| متوسط درجة الحرارة الكبرى °م (°ف)                | 19.9 (67.8)               | 20.3 (68.5)               | 22.4 (72.3)               | 26.2 (79.2)               | 29.4 (84.9)               | 31.5 (88.7)               | 33.5 (92.3)               | 33.2 (91.8)               | 32.2 (90.0)               | 29.9 (85.8)               | 26.4 (79.5)               | 22.0 (71.6)               | 27.2 (81.0)               |
| المتوسط اليومي °م (°ف)                           | 14.9 (58.8)               | 15.7 (60.3)               | 18.0 (64.4)               | 22.1 (71.8)               | 25.4 (77.7)               | 27.7 (81.9)               | 29.3 (84.7)               | 28.9 (84.0)               | 27.8 (82.0)               | 25.2 (77.4)               | 21.1 (70.0)               | 16.8 (62.2)               | 22.7 (72.9)               |
| متوسط درجة الحرارة الصغرى °م (°ف)                | 11.5 (52.7)               | 12.7 (54.9)               | 15.0 (59.0)               | 19.2 (66.6)               | 22.5 (72.5)               | 25.1 (77.2)               | 26.1 (79.0)               | 25.9 (78.6)               | 24.6 (76.3)               | 21.8 (71.2)               | 17.3 (63.1)               | 13.2 (55.8)               | 19.6 (67.2)               |
| أدنى درجة حرارة °م (°ف)                          | 2.5 (36.5)                | 3.8 (38.8)                | 5.2 (41.4)                | 9.5 (49.1)                | 16.0 (60.8)               | 18.9 (66.0)               | 22.9 (73.2)               | 22.6 (72.7)               | 17.8 (64.0)               | 13.1 (55.6)               | 6.9 (44.4)                | 2.1 (35.8)                | 2.1 (35.8)                |
| الهطول مم (إنش)                                  | 29.6 (1.17)               | 74.5 (2.93)               | 111.8 (4.40)              | 164.2 (6.46)              | 204.7 (8.06)              | 285.4 (11.24)             | 277.4 (10.92)             | 291.4 (11.47)             | 199.4 (7.85)              | 30.1 (1.19)               | 29.7 (1.17)               | 27.8 (1.09)               | 1٬726 (67.95)             |
| متوسط الرطوبة النسبية (%)                        | 71                        | 76                        | 77                        | 77                        | 77                        | 81                        | 77                        | 78                        | 74                        | 69                        | 68                        | 68                        | 74                        |
| المصدر: China Meteorological Data Service Center |                           |                           |                           |                           |                           |                           |                           |                           |                           |                           |                           |                           |                           |

## توأمة
لشاوزو اتفاقيات توأمة مع:
- بانكوك (23 نوفمبر 2005 - )

## أعلام
- ما هواتنغ
- لي كا شينج
- كارل نج
- ألبرت يونغ
- إيفانا وونغ